# Gefrajter
Gefrajter (niem. Gefreiter, „starszy szeregowy”, dosłownie „uwolniony”), potocznie frajter – stopień wojskowy; w wojsku polskim od XVI do XVII wieku doświadczony żołnierz, weteran kilku kampanii, dobrze wyszkolony, dysponujący dużym doświadczeniem i odpornością psychiczną. Nazwa nawiązywała do zwolnienia żołnierza z części obowiązków, przede wszystkim ze służby wartowniczej.
Gefrajter pod okiem kaprala prowadził szkolenie młodych żołnierzy roty lub kapralstwa, a na polu bitwy stawał w pierwszym szeregu, zagrzewając pozostałych szeregowych do walki swoim przykładem.
W XVIII wieku stopień gefrajtra pojawił się w armii rosyjskiej (ros. ефре́йтор, jefriejtor); zachowano go również w Armii Czerwonej i Armii Radzieckiej.
Współcześnie stopień gefrajtra istnieje w siłach zbrojnych państw niemieckojęzycznych, a także w siłach zbrojnych Federacji Rosyjskiej. W Wojsku Polskim jego odpowiednikiem jest stopień starszego szeregowego.